# Montenegrinos de Eslovenia

Bandera de Montenegro.

Bandera de Eslovenia.

Los montenegrinos eslovenos (montenegrino: Slovenački Crnogorci) son una minoría nacional en Eslovenia.
Según el censo esloveno del año 2002, hay 2.667 montenegrinos étnicos en Eslovenia.